# バシキール自治ソビエト社会主義共和国

バシキール自治ソビエト社会主義共和国
Башкирская Автономная Советская Социалистическая Республика  (ロシア語)
Башкорт Автономиялы Совет Социалистик Республикаhы  (バシキール語)

バシキール自治ソビエト社会主義共和国（バシキールじちソビエトしゃかいしゅぎきょうわこく、バシキール語: Башҡорт Автономиялы Совет Социалистик Республикаhы、バシキール語ラテン翻字: Başqortostan Avtonomijalь Sovet Sotsialistik Respublikahь、ロシア語: Башкирская Автономная Советская Социалистическая Республика、ロシア語ラテン翻字: Bashkirskaya Avtonomnaya Sovetskaya Sotsialisticheskaya Respublika、バシキールASSRとも）はソビエト連邦の自治共和国。現在はバシコルトスタン共和国として知られている。
この共和国はヨーロッパ・ロシアの南東端、143,600km2の面積を統治し、国境の東端はウラル山脈で、南端はカザフスタン国境から70kmの距離にある。
ジョチ・ウルスに支配された13世紀の間、この領域はステップの遊牧民であるテュルク系バシキール人に植民された。ロシア人は16世紀の中ごろに訪れ、現在も共和国の首都であるウファの街を建てた。世紀にまたいで起こった大規模なロシア人の植民に反対して、この地域では多数の暴動が起こった。バシキール人は最終的に19世紀になってから遊牧生活をあきらめ、彼らの支援の主な方法として残った農業的生活を取り入れた。伝統的な一族を基にした社会構造は多くが消えていった。
バシキールの人々に多い宗教は多数派に守られたイスラム教であり、次いで正教である。1919年、ロシア内戦で主要な戦場になったバシュキールは新しい共産党政権の下でロシアの自治共和国と称された最初の民族領域であった。この国は地下資源が豊富である。特に石油、天然ガス、鉄鉱石、マンガン、銅、塩、建設石材などがとれる。ソビエト政府はこの資源をもとに多様な重工業を建てた。
この共和国は1990年にソビエト連邦の中での主権を宣言し、1992年完全な独立を宣言した。2年後、バシコルトスタンは共通領域の権限を認める条件で、ロシア連邦の法律に定められた枠にとどまることに合意した。伝統的バシュキール人の職業である、畜産や養蜂は現在でも重要な経済活動のままである。
バスコルトスタンの人口は1995年で400万人である。1989年の時点で人口のうちロシア人39％、タタール28％、バシキール人22％、チュヴァシ人3％、マリ人3％の割合であった。